# The Woman
The Woman és una pel·lícula de terror estatunidenca de 2011 dirigida pel cineasta de terror Lucky McKee, adaptada per McKee i Jack Ketchum de la novel·la de McKee i Ketchum del mateix nom. És una seqüela de la pel·lícula de 2009 Offspring. La pel·lícula és protagonitzada per Pollyanna McIntosh, Angela Bettis, Sean Bridgers, Lauren Ashley Carter, Carlee Baker i Alexa Marcigliano, i presenta Zach Rand i Shyla Molhusen.
La pel·lícula es va estrenar com a part de la línia Bloody Disgusting Selects.
El 2019, McIntosh va escriure i dirigir una seqüela titulada Darlin'.

## Argument
Després dels esdeveniments a Maine, una dona feral no identificada és l'últim membre restant d'una tribu caníbal que ha recorregut la costa nord-est durant dècades.
Chris Cleek és un advocat rural mentalment trastornat i misògin que viu amb la seva dona Belle, les seves dues filles Peggy, Darlin', i el seu fill, Brian. Mentre caça, Chris veu la dona que es banya i pesca en un rierol. L'endemà, Chris torna amb una xarxa en un esforç per capturar-la. Un cop capturada, Chris torna a casa amb ella i la restringeix en un celler, després dirigeix a la seva família perquè participi en la "civilització". Durant els dies següents, Chris i el seu fill Brian es revela que són malvats, sàdics, extremadament disfuncionals i completament trastornats, amb un fetitxe sexual per la tortura i humiliació. El primer intent d'en Chris d'apropar-se a la dona fa que ella mossegui i se li mengi el dit anular. Chris orquestra una violenta sèrie de mesures civilitzadores cap a la dona, per satisfer el seu fetitxe.
En Chris banya la dona amb aigua bullint i una mànega d'alta pressió, provocant-li un dolor extrem i en Chris riu maníacament, i després es vesteix amb un vestit que Belle va cosir. Més tard aquella nit, Chris viola la dona mentre Brian observa en secret a través d'un forat mentre es masturba. L'endemà, Brian porta el seu fetitxe a un nou nivell en violar la dona amb un parell de pinces pel seu plaer extrem, però en Peggy l'atrapa.
Després d'una sèrie d'abusos verbals i físics realitzats tant per Chris com per Brian cap a la dona i la família, Belle anuncia la seva intenció de deixar en Chris amb la Peggy i la Darlin. En resposta, Chris deixa inconscient a Belle.
La professora de geometria de Peggy, la Sra. Genevieve Raton visita la residència Cleek amb la sospita que Peggy podria estar embarassada. Chris assumeix amb ira que la Sra. Raton l'acusa de violació i incest, després procedeix a deixar-la inconscient com a resposta. Chris i Brian la lliguen i la porten al graner on guarda els gossos de la família. Peggy intenta intervenir, però es converteix en una víctima de l'agressió verbal cruel de Chris. Al graner, la Sra. Raton és atacat per una noia sense ulls anomenada "Socket", la tercera filla secreta de Cleek que es comporta com els gossos. Socket mata i es menja la Sra. Raton, mentre Chris i Brian miren.
Peggy allibera la dona empresonada del celler. Belle, després d'haver recuperat la consciència, és atacada i assassinada per la dona. Aleshores, la dona procedeix a matar en Brian amb una fulla de segadora. Chris intenta disparar a la dona, però es veu dominat, llavors la dona li arrenca el cor i se’l menja. Després, la dona es dirigeix a la casa dels Cleeks on posa la mà sobre l'úter de la Peggy, confirmant que la Peggy està realment embarassada. La dona se'n va amb Darlin' i Socket, dirigint-se cap al bosc. La Peggy mira com se'n van i lentament comença a seguir-la a distància.

## Repartiment
- Pollyanna McIntosh com la Dona, la supervivent d'una tribu de caníbals.
- Sean Bridgers com a Chris Cleek, un advocat rural malalt mental i completament trastornat amb un fetitxe de sadisme extrem.
- Angela Bettis com Belle Cleek, l'esposa de Chris Cleek.
- Lauren Ashley Carter com a Peggy Cleek, la filla gran de Chris Cleek i Belle Cleek.
- Carlee Baker com a Sra. Raton, el professor de Peggy Cleek.
- Alexa Marcigliano com a Socket Cleek, una noia sense ulls, filla de Chris Cleek i Belle Cleek.
- Zach Rand com a Brian Cleek, el fill sàdic de Chris Cleek i Belle Cleek, que ha heretat el fetitxe del seu pare.
- Shyla Molhusen com a Darlin' Cleek, la filla petita de Chris Cleek i Belle Cleek.

## Recepció
L'acollida de la crítica a The Woman ha estat positiva. El març de 2021, la pel·lícula tenia una puntuació d'aprovació del 73% a Rotten Tomatoes, basada en 51 ressenyes amb una valoració mitjana de 6,40 sobre 10. El consens dels crítics del lloc web diu: "Estranya, audaç, i agressiva, The Woman és una pel·lícula de terror desigual que juga amb els espectadors amb un final molt sagnant."

### Premis i nominacions
- Octopus d’Or al Festival de Cinema Fantàstic Europeu d'Estrasburg, al millor llargmetratge internacional
- Premi del Públic al millor llargmetratge internacional al Festival de Cinema Fantàstic Europeu d'Estrasburg Festival[3]
- The Siren; Premi Internacional al Festival de Cinema Fantàstic de Lund[4]
- Premi al millor guió al XLIV Festival Internacional de Cinema Fantàstic de Catalunya.[5]

## Seqüela
El 2019, es va estrenar una seqüela independent anomenada Darlin', que també és el debut a la direcció de Pollyanna McIntosh, ja que parla d'un Darlin, ara salvatge, que va ser acollida per una escola internat catòlic com a part dels plans secrets de la Dona.